# 市川大野駅
市川大野駅（いちかわおおのえき）は、千葉県市川市大野町三丁目にある、東日本旅客鉄道（JR東日本）武蔵野線の駅である。駅番号はJM 12。

## 歴史
- 1978年（昭和53年）10月2日：国鉄の駅として開業[1][3]。仮称は「下総大野」だった[5]。駅名の由来は所在地名から来ているが国鉄では既に常磐線に大野駅（福島県双葉郡大熊町）が存在していたため市の名前である「市川」を付けた。
- 1987年（昭和62年）4月1日：国鉄分割民営化に伴い、東日本旅客鉄道（JR東日本）の駅となる[3]。
- 1993年（平成5年）3月：みどりの窓口の営業を開始。
- 2001年（平成13年）11月18日：ICカード「Suica」の利用が可能となる[報道 1]。
- 2007年（平成19年）2月3日：ネットワーク信号制御システムを使用開始[6]。
- 2012年（平成24年）2月29日：みどりの窓口の営業を終了[7]。
- 2020年（令和2年）3月1日：業務委託化[4]。

### ネットワーク信号制御システム
ネットワーク信号制御システムは、駅構内の信号機、転轍機を制御するためにこれまで使用していた銅線ケーブルを光ファイバーに置換したものである。JR東日本では2004年から実用化に向けて本格的な研究に着手、試作システム開発のうえで2005年常磐線土浦駅構内でモニターラン試験を実施、当駅構内での導入工事・機能確認試験を進め、2007年2月3日から運用を開始した。
膨大な銅線ケーブルによる複雑な配線作業が削減され、配線変更などの際におこなう接続・確認試験も簡素化されるなどのメリットがある。IP技術を活用することで制御回線の2重系化も可能であり、制御機器の安定化も図られる。2007年以降将来の量産化に向けた2号機設置に着手するという。

## 駅構造
相対式ホーム2面2線のほかに中線を有する高架駅。2009年より、構内にエスカレーターが設置され、改札階から各ホームまで階段を使わずに移動が可能となった。
JR東日本ステーションサービスが駅管理を受託している船橋営業統括センター（西船橋駅）管理の業務委託駅。指定席券売機、自動券売機、自動改札機設置駅。みどりの窓口は2012年2月29日をもって営業を終了した。2018年3月24日より、始発から午前6時30分までの間は遠隔対応（インターホン対応は新八柱駅が行う）のため改札係員は不在となり、一部の自動券売機のみ稼働している。
トイレは中2階に男女とも1箇所、1階部分に多機能トイレがある。
駅カラーは紫色。

### のりば
| 番線 | 路線     | 方向 | 行先                       |
| ---- | -------- | ---- | -------------------------- |
| 1    | 武蔵野線 | 上り | 新松戸・南浦和方面         |
| 2    | 武蔵野線 | 下り | 西船橋・海浜幕張・東京方面 |

（出典：JR東日本:駅構内図）

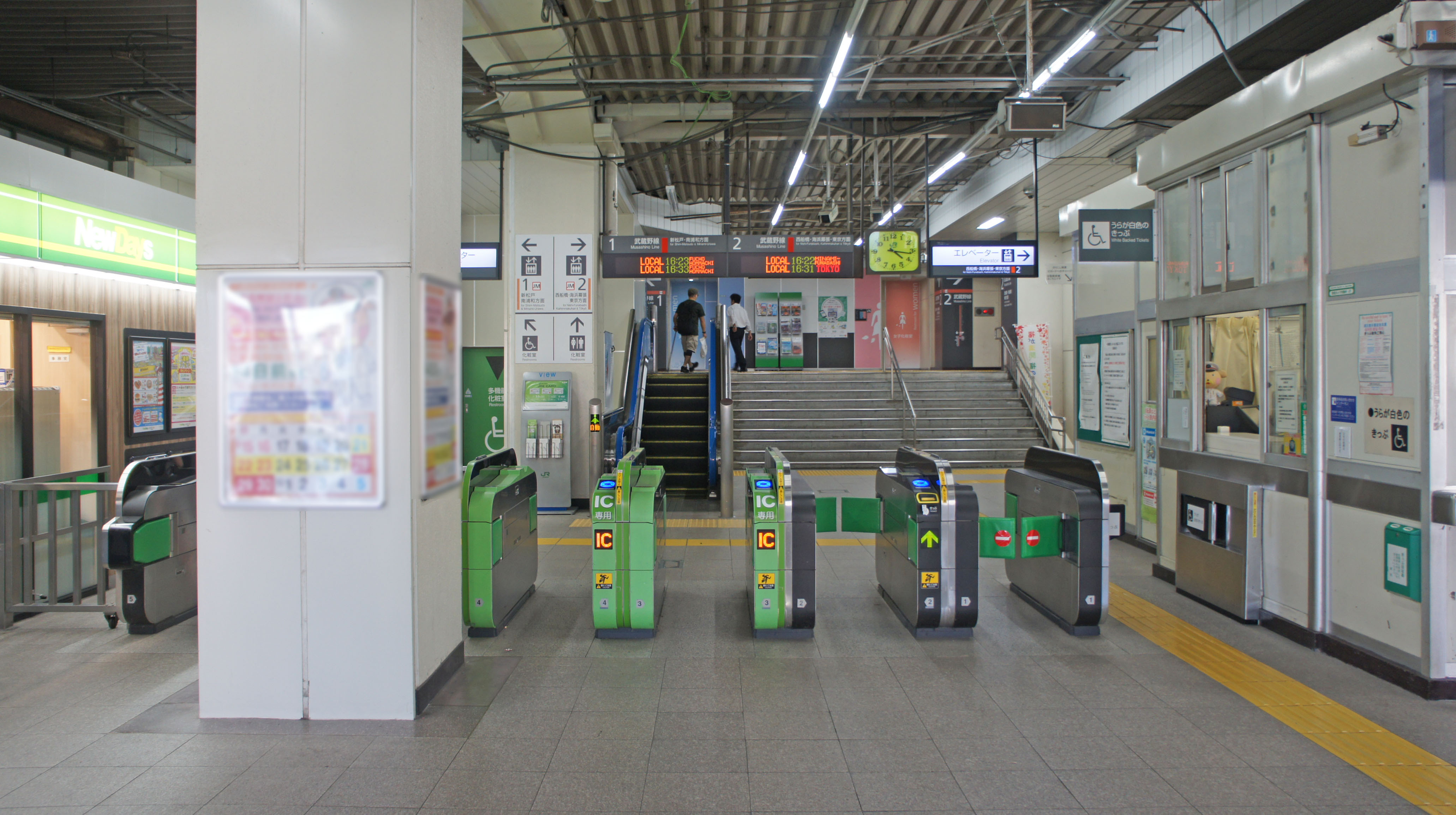
改札口（2019年9月）
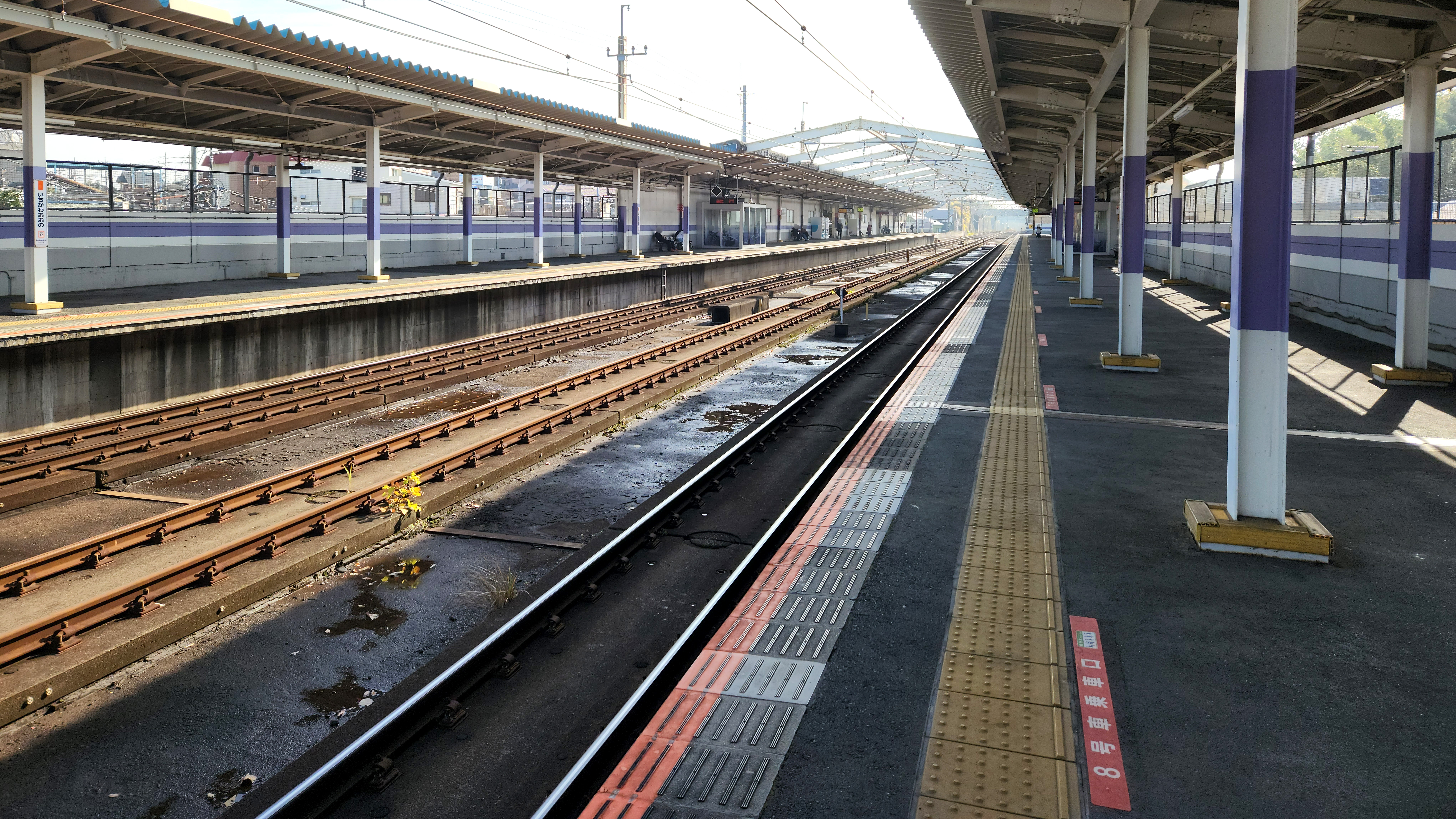
駅ホーム（2023年12月）
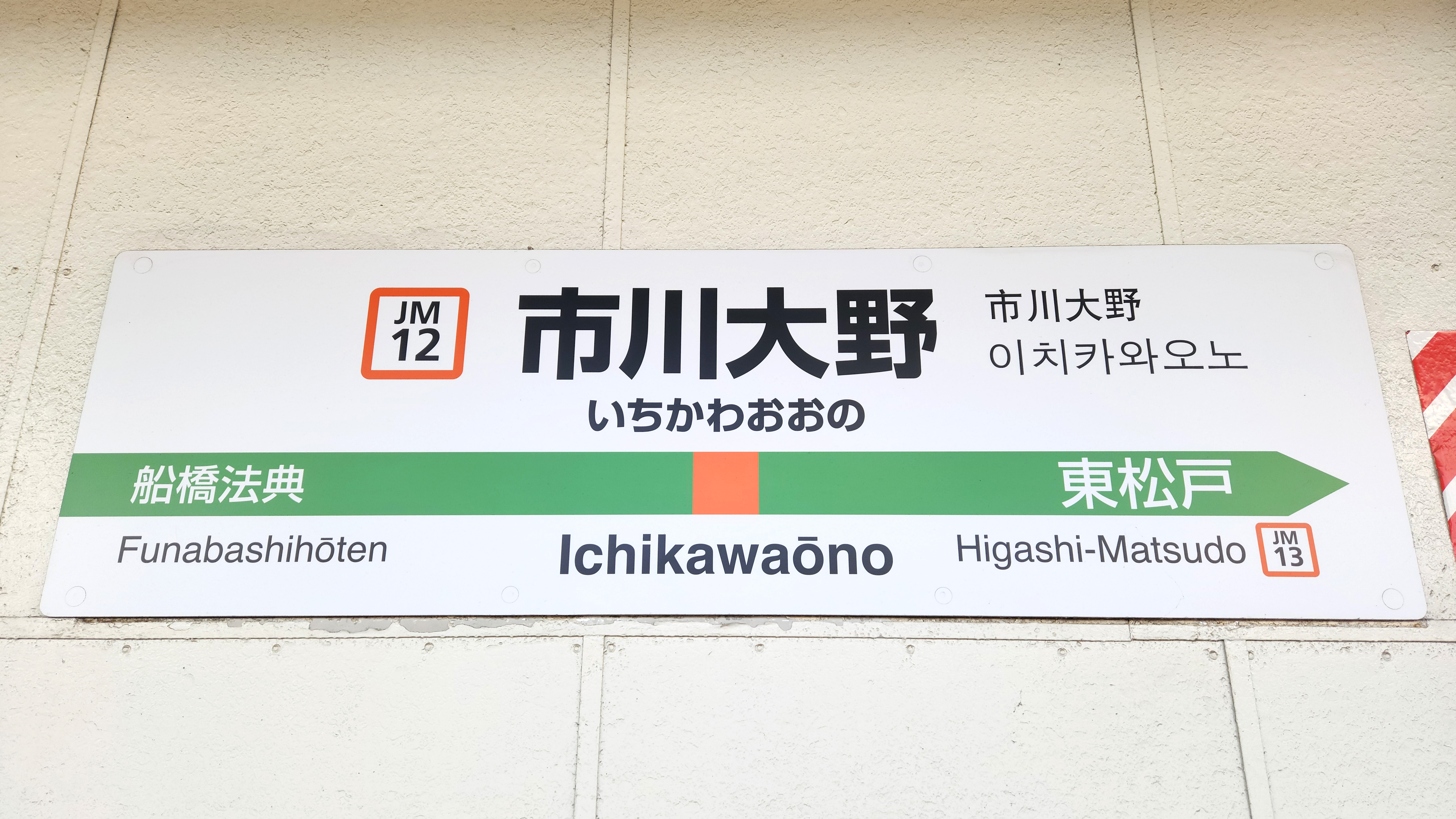
駅名標（2023年12月）

## 利用状況
2023年度（令和5年度）の1日平均乗車人員は10,944人である。武蔵野線内26駅中府中本町駅に次ぐ24位で、吉川美南駅、新小平駅の次に少ない値となっている。
JR東日本および千葉県統計年鑑によると、1990年度（平成2年度）以降の1日平均乗車人員の推移は以下の通りである。
| 年度               | 1日平均 乗車人員 | 出典     |
| ------------------ | ---------------- | -------- |
| 1990年（平成02年） | 10,567           | [ * 1 ]  |
| 1991年（平成03年） | 10,969           | [ * 2 ]  |
| 1992年（平成04年） | 11,348           | [ * 3 ]  |
| 1993年（平成05年） | 11,624           | [ * 4 ]  |
| 1994年（平成06年） | 11,708           | [ * 5 ]  |
| 1995年（平成07年） | 11,789           | [ * 6 ]  |
| 1996年（平成08年） | 12,090           | [ * 7 ]  |
| 1997年（平成09年） | 11,852           | [ * 8 ]  |
| 1998年（平成10年） | 11,378           | [ * 9 ]  |
| 1999年（平成11年） | 11,092           | [ * 10 ] |
| 2000年（平成12年） | 10,888           | [ * 11 ] |
| 2001年（平成13年） | 10,795           | [ * 12 ] |
| 2002年（平成14年） | 10,881           | [ * 13 ] |
| 2003年（平成15年） | 11,083           | [ * 14 ] |
| 2004年（平成16年） | 11,201           | [ * 15 ] |
| 2005年（平成17年） | 11,269           | [ * 16 ] |
| 2006年（平成18年） | 11,313           | [ * 17 ] |
| 2007年（平成19年） | 11,448           | [ * 18 ] |
| 2008年（平成20年） | 11,436           | [ * 19 ] |
| 2009年（平成21年） | 11,260           | [ * 20 ] |
| 2010年（平成22年） | 11,238           | [ * 21 ] |
| 2011年（平成23年） | 11,097           | [ * 22 ] |
| 2012年（平成24年） | 11,253           | [ * 23 ] |
| 2013年（平成25年） | 11,582           | [ * 24 ] |
| 2014年（平成26年） | 11,598           | [ * 25 ] |
| 2015年（平成27年） | 11,750           | [ * 26 ] |
| 2016年（平成28年） | 11,768           | [ * 27 ] |
| 2017年（平成29年） | 11,917           | [ * 28 ] |
| 2018年（平成30年） | 11,981           | [ * 29 ] |
| 2019年（令和元年） | 11,803           | [ * 30 ] |
| 2020年（令和02年） | 9,282            |          |
| 2021年（令和03年） | 9,905            |          |
| 2022年（令和04年） | 10,459           |          |
| 2023年（令和05年） | 10,944           |          |

## 駅周辺
大柏川に繋がる谷津の底部に位置しており、駅周辺には坂が多い。周辺の台地部には梨畑が多く存在し、全国でも有数のナシの産地である。
当駅の所在する市川市北東部地域の中心市街地は駅から約1キロメートル南側の大柏出張所周辺であり、当駅 - 船橋法典駅間に近接していることから、新駅を設置する構想もある。
- 東京ベイ信用金庫大野支店
- 市川市動植物園[2]
- 大慶園
- 国道464号（大町梨街道）
- 市川大野郵便局
- 千葉地方法務局市川支局
- 万葉植物園（万葉集ゆかりの花木類約200種類を集めた和風庭園がある[2]）
- 福祉医療センター東松戸病院
- 市川市立大柏小学校[11]
- 市川市立第五中学校[12]

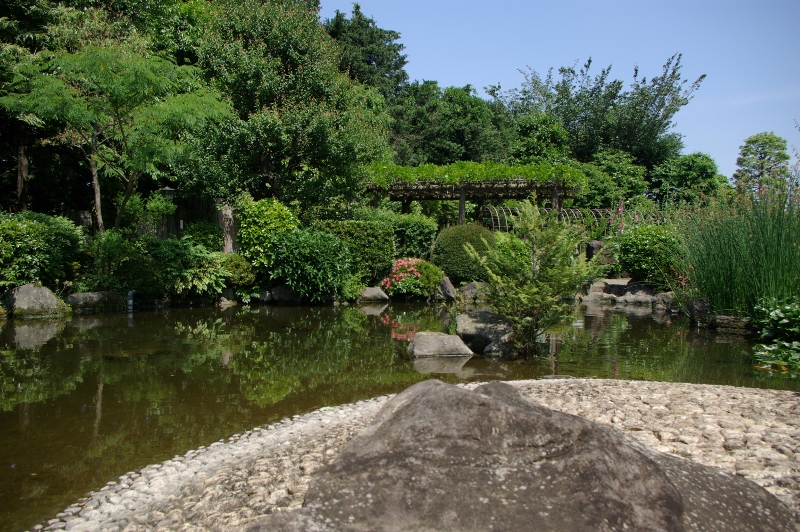
万葉植物園
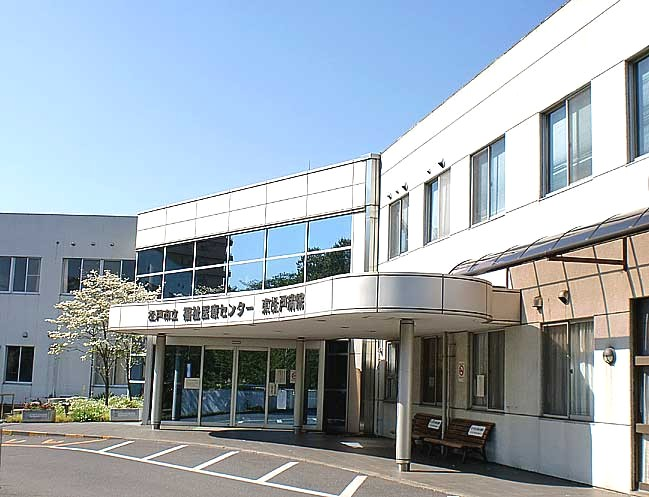
福祉医療センター東松戸病院

## バス路線
京成バス市川営業所が運行する路線バス、市川市が運営し京成バスが運行受託しているコミュニティバスが発着する。
| のりば | 運行事業者                              | 系統・行先                                                                        |
| ------ | --------------------------------------- | --------------------------------------------------------------------------------- |
| 1      | 京成バス                                | - 本13・本14・本15・本32・本33：本八幡駅 - 本37：医療センター入口                 |
| 1      | 市川市コミュニティバス （北東部ルート） | - Bルート：大野中央病院内 / 現代産業科学館・メディアパーク                        |
| 2      | 京成バス                                | - 本13：医療センター入口 - 本14・本33：市川営業所 - 本15：動植物園 - 本32：大町駅 |
| 2      | 市川市コミュニティバス （北東部ルート） | - Bルート：保健医療福祉センター                                                   |
| 3      | 京成バス                                | 市42：市川駅                                                                      |
| 4      | 京成バス                                | 市42：医療センター入口                                                            |

## 隣の駅
東日本旅客鉄道（JR東日本）
 武蔵野線
船橋法典駅 (JM 11) - 市川大野駅 (JM 12) - 東松戸駅 (JM 13)

### 記事本文

##### 報道発表資料
1. ↑  “Suicaご利用可能エリアマップ（2001年11月18日当初）” (PDF).   東日本旅客鉄道. 2019年7月27日時点のオリジナルよりアーカイブ。2020年4月28日閲覧。
2. 1 2  『初のネットワーク信号制御システムの導入について』（PDF）（プレスリリース）東日本旅客鉄道、2006年11月7日。オリジナルの2019年2月2日時点におけるアーカイブ。2020年7月20日閲覧。

### 利用状況
1. ↑  千葉県統計年鑑 - 千葉県
2. ↑  市川市統計年鑑 - 市川市

JR東日本の2000年度以降の乗車人員
1. ↑  各駅の乗車人員（2000年度） - JR東日本
2. ↑  各駅の乗車人員（2001年度） - JR東日本
3. ↑  各駅の乗車人員（2002年度） - JR東日本
4. ↑  各駅の乗車人員（2003年度） - JR東日本
5. ↑  各駅の乗車人員（2004年度） - JR東日本
6. ↑  各駅の乗車人員（2005年度） - JR東日本
7. ↑  各駅の乗車人員（2006年度） - JR東日本
8. ↑  各駅の乗車人員（2007年度） - JR東日本
9. ↑  各駅の乗車人員（2008年度） - JR東日本
10. ↑  各駅の乗車人員（2009年度） - JR東日本
11. ↑  各駅の乗車人員（2010年度） - JR東日本
12. ↑  各駅の乗車人員（2011年度） - JR東日本
13. ↑  各駅の乗車人員（2012年度） - JR東日本
14. ↑  各駅の乗車人員（2013年度） - JR東日本
15. ↑  各駅の乗車人員（2014年度） - JR東日本
16. ↑  各駅の乗車人員（2015年度） - JR東日本
17. ↑  各駅の乗車人員（2016年度） - JR東日本
18. ↑  各駅の乗車人員（2017年度） - JR東日本
19. ↑  各駅の乗車人員（2018年度） - JR東日本
20. ↑  各駅の乗車人員（2019年度） - JR東日本
21. ↑  各駅の乗車人員（2020年度） - JR東日本
22. ↑  各駅の乗車人員（2021年度） - JR東日本
23. ↑  各駅の乗車人員（2022年度） - JR東日本
24. ↑  各駅の乗車人員（2023年度） - JR東日本

千葉県統計年鑑
1. ↑  千葉県統計年鑑（平成3年）
2. ↑  千葉県統計年鑑（平成4年）
3. ↑  千葉県統計年鑑（平成5年）
4. ↑  千葉県統計年鑑（平成6年）
5. ↑  千葉県統計年鑑（平成7年）
6. ↑  千葉県統計年鑑（平成8年）
7. ↑  千葉県統計年鑑（平成9年）
8. ↑  千葉県統計年鑑（平成10年）
9. ↑  千葉県統計年鑑（平成11年）
10. ↑  千葉県統計年鑑（平成12年）
11. ↑  千葉県統計年鑑（平成13年）
12. ↑  千葉県統計年鑑（平成14年）
13. ↑  千葉県統計年鑑（平成15年）
14. ↑  千葉県統計年鑑（平成16年）
15. ↑  千葉県統計年鑑（平成17年）
16. ↑  千葉県統計年鑑（平成18年）
17. ↑  千葉県統計年鑑（平成19年）
18. ↑  千葉県統計年鑑（平成20年）
19. ↑  千葉県統計年鑑（平成21年）
20. ↑  千葉県統計年鑑（平成22年）
21. ↑  千葉県統計年鑑（平成23年）
22. ↑  千葉県統計年鑑（平成24年）
23. ↑  千葉県統計年鑑（平成25年）
24. ↑  千葉県統計年鑑（平成26年）
25. ↑  千葉県統計年鑑（平成27年）
26. ↑  千葉県統計年鑑（平成28年）
27. ↑  千葉県統計年鑑（平成29年）
28. ↑  千葉県統計年鑑（平成30年）
29. ↑  千葉県統計年鑑（令和元年）
30. ↑  千葉県統計年鑑（令和2年）